# Österreichische Badmintonmeisterschaft 1975
Die Österreichische Badmintonmeisterschaft 1975 fand Anfang 1975 in Schwechat statt. Es war die 18. Auflage der Badmintonmeisterschaften von Österreich.

## Medaillengewinner
| Disziplin    | Gold                                    | Silber                                | Bronze                           |
| ------------ | --------------------------------------- | ------------------------------------- | -------------------------------- |
| Herreneinzel | Reinhold Pum                            | Hermann Fröhlich                      | Dieter Hofer                     |
| Dameneinzel  | Brigitte Reichmann                      | Elisabeth Schechtner                  | Renate Dietrich                  |
| Herrendoppel | Johann Ratheyser Gerald Hofegger        | Alfred Hofer Dieter Hofer             | Hermann Fröhlich Holzinger       |
| Damendoppel  | Elisabeth Schechtner Brigitte Reichmann | Elisabeth Wieltschnig Ingrid Potocnik | Britta Kirchhofer Gertrude Gröss |
| Mixed        | Hermann Fröhlich Lore König             | Helmut Kraule Elisabeth Wieltschnig   | Schnabl Ingrid Potocnik          |